# Callaway (Minnesota)
Callaway és una població dels Estats Units a l'estat de Minnesota. Segons el cens del 2000 tenia 200 habitants.

## Demografia
Segons el cens del 2000, Callaway tenia 200 habitants, 70 habitatges, i 62 famílies. La densitat de població era de 122,6 habitants per km².
Dels 70 habitatges en un 50% hi vivien nens de menys de 18 anys, en un 54,3% hi vivien parelles casades, en un 18,6% dones solteres, i en un 20% no eren unitats familiars. En el 15,7% dels habitatges hi vivien persones soles el 8,6% de les quals corresponia a persones de 65 anys o més que vivien soles. El nombre mitjà de persones vivint en cada habitatge era de 2,86 i el nombre mitjà de persones que vivien en cada família era de 3,18.
Per edats la població es repartia de la següent manera: un 35% tenia menys de 18 anys, un 8,5% entre 18 i 24, un 25,5% entre 25 i 44, un 19% de 45 a 60 i un 12% 65 anys o més.
L'edat mediana era de 29 anys. Per cada 100 dones de 18 o més anys hi havia 97 homes.
La renda mediana per habitatge era de 33.750 $ i la renda mediana per família de 34.821 $. Els homes tenien una renda mediana de 30.208 $ mentre que les dones 21.667 $. La renda per capita de la població era de 12.151 $. Entorn del 4,9% de les famílies i el 9,3% de la població estaven per davall del llindar de pobresa.

## Poblacions més properes
El següent diagrama mostra les poblacions més properes.